# Vladimír Kýhos
Vladimír Kýhos (* 23. června 1956 Chomutov) je český hokejový trenér a bývalý československý hokejový útočník. Od sezóny 2021/2022 je hlavním trenérem týmu HC Děčín.

## Hráčská kariéra
Krátce po narození se s rodiči přestěhoval do Litvínova, kde prožil většinu své hráčské kariéry. V nejvyšší hokejové soutěži začal hrát v roce 1974, s týmem Litvínova skončil v sezóně 1977/1978 na třetím místě a v sezóně 1981/1982 se podílel na zisku stříbrných medailí. Stejného úspěchu dosáhl v sezóně 1983/1984, kdy nastupoval v jednom útoku s Vladimírem Růžičkou. V únoru 1984 reprezentoval Československo na Zimních olympijských hrách v Sarajevu, kde Čechoslováci vybojovali stříbrnou medaili. V roce 1986 přestoupil do Plzně, kde hrál dvě sezóny. Do zahraničí, konkrétně do Finska, zamířil v roce 1987.

## Trenérská kariéra
Roli trenéra začal v Litvínově. V sezóně 1994/1995 byl hlavním trenérem, o rok později tvořil dvojici s Josefem Beránkem a celek dovedli ke stříbrným medailím. Jeho trenérská dráha byla poté řadu let spojena s chomutovským klubem, který v první lize vedl od roku 2000 do konce základní části sezóny 2007/2008. Mimo to vedl v první lize Kometu Brno, následně v extralize HC Litvínov a HC Karlovy Vary. Na konci sezóny 2012/2013 se vrátil na střídačku brněnské Komety, v té době již extraligového klubu. S týmem se v následujícím ročníku probojoval přes úřadujícího mistra z Plzně a vítěze základní části Spartu do finále. Zde Kometa podlehla Zlínu a tým vedený trenérem Kýhosem získal stříbrné medaile. Brno s ním podepsalo smlouvu i na sezónu 2014/2015, ve které s týmem získal bronzové medaile. Po konci tohoto ročníku ho na postu trenéra vystřídal Alois Hadamczik. V prosinci 2015 se stal trenérem královéhradeckého klubu Mountfield HK. Na začátku následující sezóny 2016/2017 byl jmenován hlavním trenérem týmu HC Oceláři Třinec. Od sezóny 2017/2018 trénoval klub BK Mladá Boleslav, v říjnu 2018 ale byl odvolán. V prosinci 2019 se stal hlavním trenérem Litvínova, v dubnu 2020 po úspěšné záchraně extraligy ale odešel, neboť mu prodloužení působení nebylo ze strany klubu nabídnuto. V srpnu 2021 se stal hlavním trenérem HC Děčín.